# Садове (Горлівський район)
Садове — селище Шахтарської міської громади Горлівського району Донецької області, Україна. Населення становить 1141 осіб.

## Географія
У селищі бере початок річка Велика Скельовата.

## Загальні відомості
Відстань до райцентру становить близько 7 км і проходить автошляхом Н21.
Землі селища межують із територією м. Шахтарськ, смт Сердите та с-ща. Дубове Шахтарської міської ради Донецької області.
Унаслідок російської військової агресії із серпня 2014 р. Садове перебуває на території ОРДЛО.

## Населення
За даними перепису 2001 року населення селища становило 1141 особу, з них 11,66 % зазначили рідною мову українську, 87,38 % — російську та 0,44 % — вірменську мову.

## Відомі уродженці
Тарасенко Юрій Олександрович (16.04.1987 — 08.12.2015) — український військовик, учасник російсько-української війни